# L&Lハワイアン・バーベキュー

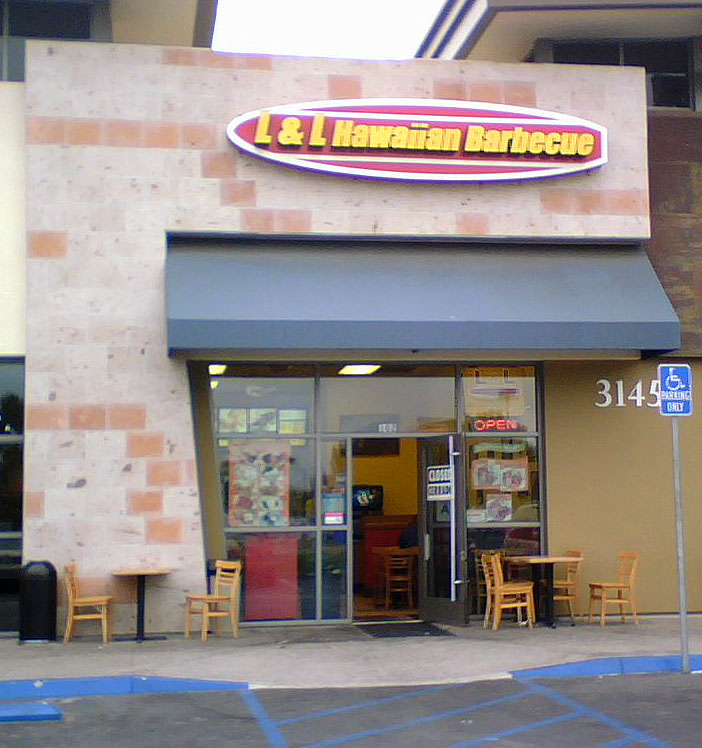
L&Lハワイアン・バーベキューの店（カリフォルニア州サンディエゴ）

L&Lハワイアン・バーベキュー（エル・アンド・エル ハワイアン・バーベキュー 英語: L&L Hawaiian Barbecue）は、アメリカ合衆国ハワイ州ホノルルに本社があるフランチャイズ方式のレストラン・チェーンで、ハワイ風味をテーマにしており、プレートランチが有名である。1976年にハワイ州で始まり、1999年にはカリフォルニア州へ進出して、今ではアラスカ州、アリゾナ州、コロラド州、ネヴァダ州、ニューヨーク州、オレゴン州、テネシー州、ユタ州、ワシントン州、グアムの200か所に店舗を構えている。外国では、ニュージーランド、日本、フィリピン、マレーシア、インドネシアへ進出している。

## 歴史
1976年にエディー・フローレス（Eddie Flores）はホノルルのリリハ街（Liliha St.）にあるL&L乳製品販売店があるビルのオーナーとなった。このビルで母親が経営するレストランをL&Lの名前を使って作った。これがL&Lドライブ・インの最初の店で、その後ハワイ中に広まった。ジョンソン・キャム（Johnson Kam）も加わり、1988年からはフランチャイズ方式で店を増やしていった。

## 米国内

### 西部諸州
1999年、カリフォルニア州ロサンゼルス郊外にL&Lの店を出した。これに合わせて「L&Lハワイアン・バーベキュー」という標語を編み出し、ハワイの店であることを強調し始めた。
この時期、ハワイ州での店は49軒に達していた。その後ロサンゼルス郡内の他の場所にも店を構え、200年にはオレンジ郡にも進出した。
その後オレゴン州へは2001年に、ネヴァダ州へは2002年に、ワシントン州へは2003年に、アリゾナ州、ユタ州、コロラド州へ2004年に、アラスカ州へは2009年に進出している。

### 東部諸州
ロッキー山脈から西へ向かい、2003年のコネチカット州マンチェスターに店を出したが、これはうかくゆかず、撤退している。
2004年にニューヨーク市のフルトン街に店を出したが、家賃が高いなどで立ち行かず、2013年に閉店している。ニューヨーク州で残っているのは、カナダとの国境近くのエヴァンズ・ミルズの店のみである。

### 中部諸州
米国中部州では、2004年にイリノイ大学があるイリノイ州シャンペーンに店を出したが、うまくゆかず、その後閉店している。2005年にミシガン大学があるミシガン州イーストランシングにも進出したが、うまくゆかず、これもしばらくして閉店している。
2015年にテネシー州ナッシュビル郊外のフランクリンに出店し、現在ニューヨーク州とテキサス州の間では唯一の店である。

### 米国準州
米国準州では、2008年にアメリカ領サモアに店を出したが、間もなく閉店している。グアムには2014年に進出している。

## 外国

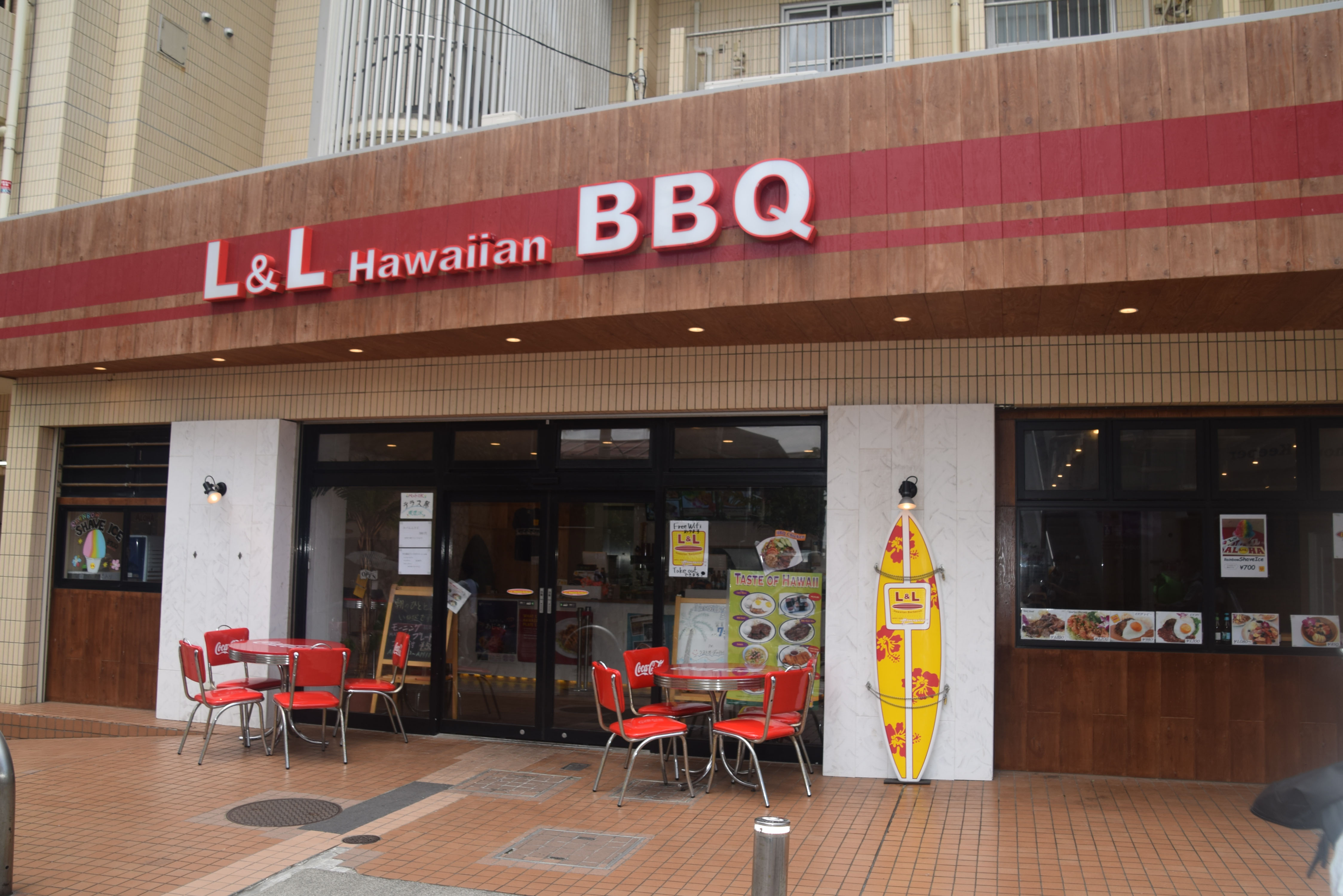
L&Lハワイアン・バーベキュー江の島店

2009年にニュージーランドのオークランド郊外に店がある。日本では、2010年に東京・渋谷に、2017年12月に神奈川県藤沢市の江の島へ行くスバナ通り（下車駅：小田急江ノ島線片瀬江ノ島駅、江ノ島電鉄江ノ島駅、湘南モノレール江の島線湘南江の島駅）に店を構えた。
2004年にはマレーシアのクアラルンプールに、2015年にはインドネシアのジャカルタ、フィリッピンのマニラに進出している。

## メニュー
L&Lではハワイ風のプレートランチを特徴としており、これは熱帯の島で働く労働者が沢山のカロリーを取れるように、タンパク質とデンプンが多いものである。牛肉、豚肉、魚、エビなどからも選べて、ごはんを二杯分、マヨネーズ入りマカロニが入っているのが普通である。ハワイ外ではデンプンが多すぎる、野菜が少ないなどとも批判されている。こうした批判にも応えて、各地のフランチャイズではメニューを多少変更している。
また、サイミン、ロコモコ、バーベキュー・チキン、チキン・カツ、スパム・ムスビ、カルア・ポーク（Kalua pork）などで、ハワイ食文化を様々に楽しめるようになっている。 

## 賞状
L&Lハワイアン・バーベキューは様々な賞を貰っている。 2002年に「Nation's Restaurant News」紙の「50 Regional Powerhouse Chains」に選ばれている。

## 参照項目
- ハワイ料理
- プレートランチ